# Жемчужников, Юрий Аполлонович
Юрий Аполлонович Жемчужников (26 апреля [8 мая] 1885, Самара — 9 января 1957, Ленинград) — российский и советский геолог, специалист в области геологии и петрографии угля, член-корреспондент АН СССР (1946).

## Биография
В 1915 году окончил Горный институт в Петрограде. С 1920 года преподавал в нём.
В 1920—1941 годах работал в Геологическом комитете, преобразованном во ВСЕГЕИ.
С 1930 года — профессор Ленинградского горного института.
В 1946 году был избран членом-корреспондентом АН СССР.

## Основные научные достижения
- Предложил и разработал принципы классификации угольных пластов по виду присутствующих в них спор.
- Предложил собственную генетическую классификацию углей, в которой выделял две группы (гумолиты и сапропелиты), а каждую из групп разделил на два класса (1 — гумиты, 2 — липтобиолиты, 3 — сапропелиты и 4 — сапроколиты).
- Развил литологию угольных толщ и представление об условиях возникновения угольных пластов. Развил учение о фациях.
- Был руководителем проекта «Атлас микроструктуры углей СССР» (1937) и сборник «Косая слоистость и её геологическая интерпретация» (1940).

## Награды
- Орден Ленина, 2 других ордена, а также медали.

## Память
В его честь назван минерал жемчужниковит.